# خديجة عبودة
خديجة عبودة (من مواليد 14 يونيو 1968) هي رياضية من المغرب تنافس في الرماية.
في دورة الألعاب الأولمبية الصيفية لعام 2008 في بكين، أنهت خديجة دورتها في الترتيب برصيد 539 نقطة. وقد أعطاها هذا المصنف 64 في فئة المسابقة النهائية التي واجهت فيها المصنفة الأولى بارك سونغهيون في الجولة الأولى. كان آرتشر من كوريا الجنوبية قويًا للغاية وفاز بالمواجهة مع 112-80، وخسرت خديجة على الفور. في النهاية فاز بارك بالميدالية الفضية.

## روابط خارجية
- خديجة عبودة على موقع الاتحاد الدولي للرماية بالسهام (الإنجليزية)
- خديجة عبودة على موقع اللجنة الأولمبية الدولية (الإنجليزية)
- خديجة عبودة على موقع أوليمبيديا (الإنجليزية)